# Батгейт (Північна Дакота)
Батгейт (англ. Bathgate) — місто (англ. city) в США, в окрузі Пембіна штату Північна Дакота. Населення — 47 осіб (2020).

## Географія
Батгейт розташований за координатами 48°52′49″ пн. ш. 97°28′26″ зх. д. / 48.88028° пн. ш. 97.47389° зх. д. (48.880317, -97.473822).  За даними Бюро перепису населення США в 2010 році місто мало площу 0,70 км², уся площа — суходіл.

## Демографія
Згідно з переписом 2010 року, у місті мешкали 43 особи в 22 домогосподарствах у складі 11 родини. Густота населення становила 61 особа/км².  Було 25 помешкань (36/км²).
Расовий склад населення:
| - 95,3 % — білих - 4,7 % — корінних американців |

До двох чи більше рас належало 0,0 %. Частка іспаномовних становила 2,3 % від усіх жителів.
За віковим діапазоном населення розподілялося таким чином: 18,6 % — особи молодші 18 років, 62,8 % — особи у віці 18—64 років, 18,6 % — особи у віці 65 років та старші. Медіана віку мешканця становила 49,5 року. На 100 осіб жіночої статі у місті припадало 104,8 чоловіків;  на 100 жінок у віці від 18 років та старших — 94,4 чоловіків також старших 18 років.
Середній дохід на одне домашнє господарство  становив 53 348 доларів США (медіана — 45 893), а середній дохід на одну сім'ю — 69 123 долари (медіана — 46 750). За межею бідності перебувало 9,6 % осіб, у тому числі 0,0 % дітей у віці до 18 років та 0,0 % осіб у віці 65 років та старших.
Цивільне працевлаштоване населення становило 37 осіб. Основні галузі зайнятості: інформація — 35,1 %, освіта, охорона здоров'я та соціальна допомога — 24,3 %, виробництво — 10,8 %, фінанси, страхування та нерухомість — 10,8 %.